# Patto di Londra
Il Patto di Londra (conosciuto anche come "Trattato di Londra") fu un accordo segreto firmato il 26 aprile 1915, stipulato tra il governo italiano (nonostante già impegnato nella Triplice alleanza, il patto militare stipulato nel 1882 da Germania, Austria-Ungheria e Italia) e i rappresentanti della Triplice Intesa, con i quali l'Italia si impegnò a scendere in guerra contro gli Imperi centrali durante la prima guerra mondiale.
L'Italia si impegnò a scendere in guerra entro un mese dalla stipula del Patto in cambio di compensi territoriali. Nonostante avesse mantenuto l'impegno, tali compensi, soprattutto a causa dell'intervento degli Stati Uniti d'America che non erano tra i firmatari del patto, furono in parte disattesi nel trattato di Versailles che pose fine alla guerra..
Il patto fu firmato contro le potenze della Triplice alleanza della quale l'Italia faceva ancora formalmente parte. Triplice alleanza che l'Austria aveva violato tenendo all'oscuro l'Italia delle sue intenzioni di attaccare la Serbia e scatenare la prima guerra mondiale. 
Il patto di Londra restò segreto sino alla sua inattesa pubblicazione nel novembre 1917 da parte dei bolscevichi, appena giunti al potere in seguito alla Rivoluzione russa, ma fu reso noto in Italia dal governo Orlando solo il 13 febbraio 1918. Il governo rivoluzionario diede immediata e massima pubblicità ai patti diplomatici segreti rinvenuti negli archivi zaristi. La pubblicazione del patto ebbe vasta risonanza internazionale e causò imbarazzo alle potenze firmatarie, suscitando inquietudine presso l'opinione pubblica e compromettendo il metodo della "diplomazia segreta", seguito da decenni dalle potenze europee.
L'emergere del Patto di Londra diede il via ad una modifica degli orientamenti politici internazionali che influì sulla sua non completa realizzazione a guerra finita. L'opposizione alla diplomazia segreta, e la sua denuncia quale metodo nelle relazioni internazionali, fu uno dei motivi ispiratori da parte del presidente degli Stati Uniti, Woodrow Wilson, dei suoi Quattordici punti. Il presidente statunitense si oppose alla completa realizzazione delle rivendicazioni territoriali italiane basate sul Patto di Londra non riconoscendo ad esso, come ad accordi similari con altri paesi, alcuna validità. Inoltre gli Stati Uniti in più diedero la precedenza alle tesi croate e slovene del nuovo Regno dei serbi, croati e sloveni, per impedire l'espansione italiana nell'Adriatico.
L'incompleta realizzazione del Patto causò grave malcontento ed agitazione in Italia, portando così al mito della Vittoria mutilata, strumento politico che contribuì in modo decisivo alla crisi del governo liberale e alla nascita ed avvento del fascismo.

## Premesse

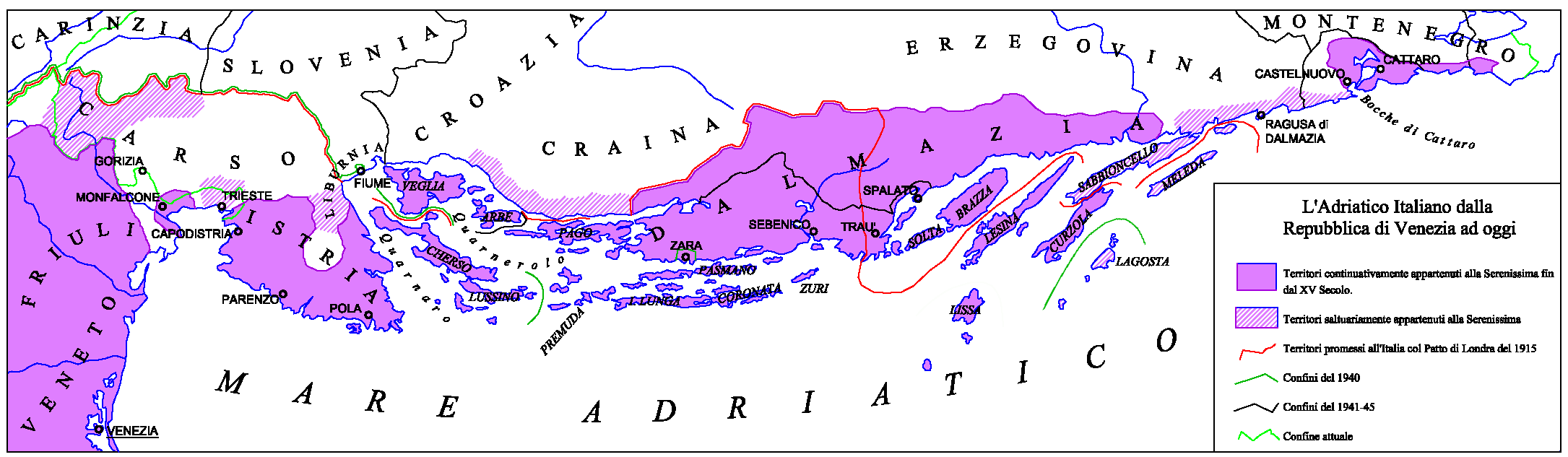
Cartina della Dalmazia e della Venezia Giulia coi confini previsti dal Patto di Londra (linea rossa) e quelli invece effettivamente ottenuti dall'Italia (linea verde). In fucsia sono invece indicati gli antichi domini della Repubblica di Venezia

Allo scoppio del primo conflitto mondiale l'Italia era legata alla Germania e all'Austria-Ungheria dalla Triplice Alleanza: un patto militare difensivo stretto nel 1882 e via via rinnovato, che si contrapponeva al sistema di alleanze anglo-franco-russo della Triplice intesa.
Nonostante i legami diplomatici, molte rimanevano le differenze tra l'Italia e gli imperi centrali: mentre questi ultimi erano nazioni militarmente e politicamente influenti, avanzate dal punto di vista economico, l'Italia era uno Stato arretrato, che faticava a trovare l'anelato riconoscimento tra le principali potenze europee.
Nei confronti dell'Austria-Ungheria vi era poi un contenzioso latente, relativo all'irredentismo di molti settori dell'opinione pubblica e anche di parte del Parlamento: espressioni che, spinte da un numero sempre maggiore di patrioti e interventisti, il governo faticava a controllare.
Fu così che, quando l'Austria e la Germania dichiararono guerra alla Serbia innescando la grande guerra, l'Italia rimase al di fuori del conflitto basandosi sulla natura difensiva della Triplice Alleanza che non impegnava gli stati membri nel caso di una iniziativa aggressiva. Nei successivi mesi della neutralità italiana, stante il sostanziale equilibrio delle forze schierate in campo, divenne chiaro che l'Italia poteva giocare un ruolo importante se non decisivo sull'esito del conflitto e perciò il governo intavolò una serie di trattative con i partner della Triplice Alleanza, nonché segretamente con i membri dell'Intesa, per stabilire i compensi per l'intervento italiano nella guerra o per il mantenimento del suo stato di non belligeranza.
Fu subito chiaro che l'Intesa poteva promettere all'Italia ben più di quello che volevano offrire gli Imperi Centrali, dato che gli incrementi territoriali ai quali l'Italia era interessata riguardavano soprattutto l'Austria-Ungheria, e che questo impero era restio a fare concessioni a proprie spese.

## Le condizioni

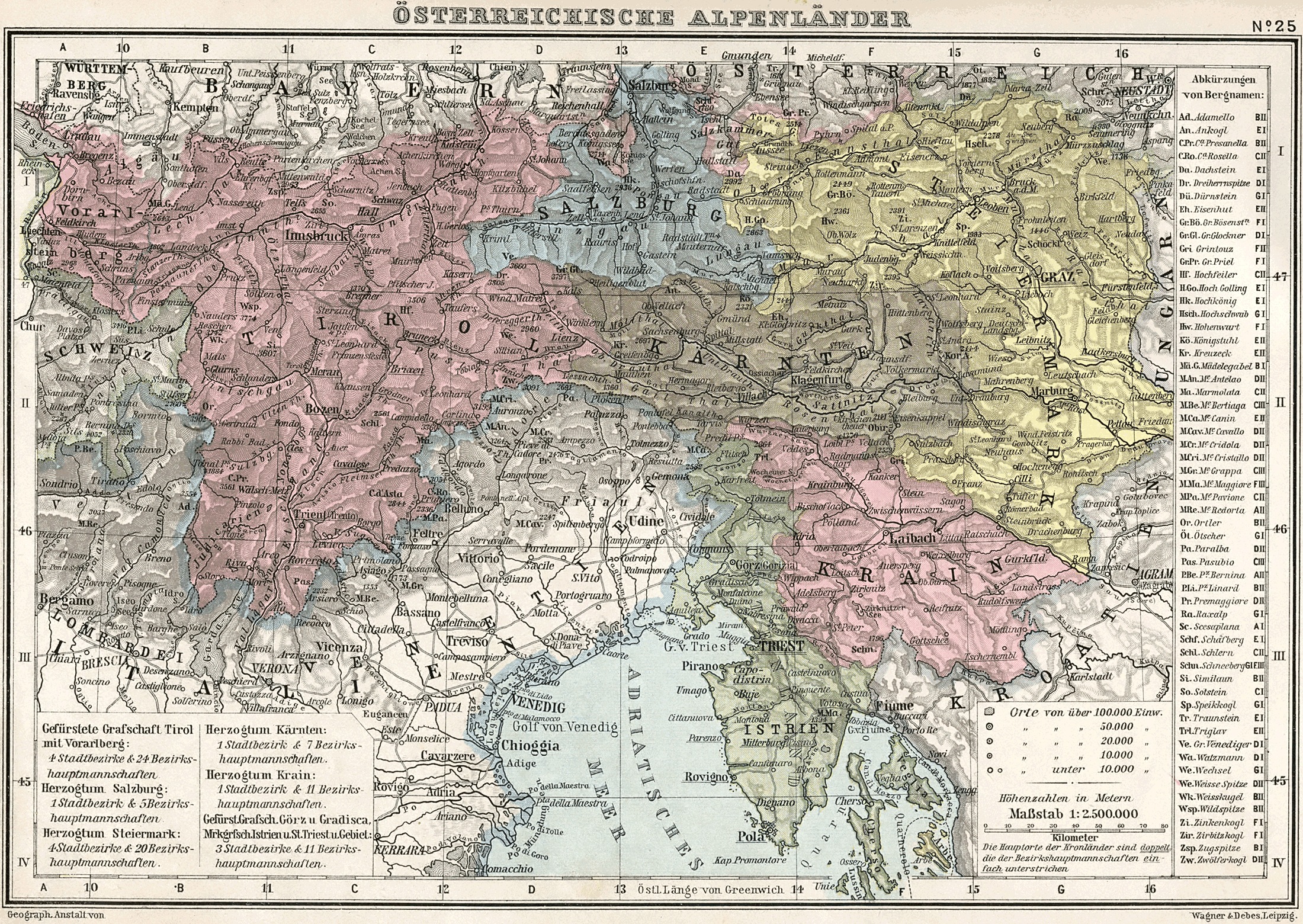
Il confine italo-austriaco nel 1914

Il patto, composto da 16 articoli, prevedeva che l'Italia entrasse in guerra al fianco dell'Intesa entro un mese. In cambio, in caso di vittoria, avrebbe ottenuto il Tirolo meridionale (attuali Trentino e Alto Adige), la Venezia Giulia, con gli altopiani carsico-isontini e con l'intera penisola istriana fino al Quarnaro compresa Volosca (con l'esclusione di Fiume), cioè l'intera linea alpina dal Brennero al Monte Nevoso con le isole di Cherso, Lussino e altre minori; un terzo della Dalmazia con Zara e Sebenico con le isole a nord e a ovest del litorale, insieme alle neutralizzazione del resto della Dalmazia da capo San Niccolò alla penisola di Sabbioncello e da Ragusa a Durazzo in modo da garantire l'egemonia italiana sull'Adriatico; ancora, Valona e Saseno in Albania e il bacino carbonifero di Adalia in Turchia, oltre alla conferma della sovranità su Libia e Dodecaneso. In caso di spartizione delle colonie tedesche in Africa, l'Italia avrebbe avuto compensi territoriali in Libia, Eritrea e Somalia.

### Gli art. 1-3: le clausole militari
I primi tre articoli del Patto di Londra ne evidenziano la natura di patto militare. Venne infatti stabilito che gli Stati Maggiori Generali di Francia, Regno Unito, Italia e Russia avrebbero concluso "immediatamente" una convenzione militare per fissare da un lato il minimo delle forze armate che la Russia avrebbe dovuto impiegare sul fronte austriaco (per alleggerire il fronte italiano) e regolare in futuro la questione degli armistizi.
Dal canto suo l'Italia si obbligava, all'art. 2, "ad impiegare la totalità delle sue risorse a condurre la guerra in comune con la Francia, la Gran Bretagna e la Russia contro tutti i loro nemici". L'articolo successivo garantiva il "concorso attivo e permanente" all'Italia da parte delle marine militari francese e inglese fino alla fine della guerra o alla distruzione totale della marina austro-ungarica, rimandando l'ulteriore definizione ad una convenzione navale a tre che le potenze avrebbero dovuto siglare in seguito.
Nelle disposizioni finali del trattato (art. 16), con specifico riferimento ai primi tre articoli, l'Italia si impegnava infine ad entrare in guerra al più tardi entro un mese dalla firma dello stesso.

### L'articolo 4: il confine in Tirolo e Venezia Giulia
Il Trattato di Londra, all'art. 4, affrontando il tema dei compensi territoriali italiani, stabiliva che l'Italia avrebbe ottenuto nel trattato di pace "il Trentino, il Tirolo cisalpino con la sua frontiera geografica e naturale, il Brennero, la città di Trieste e i suoi dintorni, la contea di Gorizia e Gradisca, l'intera Istria fino al Quarnero, compresa Volosca, e le isole istriane di Cherso e Lussino, nonché le piccole isole di Plauno, Unie, Canidole, Palazzuoli, San Pietro dei Nembi, Asinello e Gruica coi loro vicini isolotti."
La frontiera (precisata peraltro in modo poco chiaro) avrebbe seguito la linea di displuvio alpina dal passo dello Stelvio fino alle Alpi Giulie. Qui in particolare avrebbe seguito lo spartiacque per il passo del Predil, il Monte Mangart, il Tricorno e i colli Podberdò, Podlansco e Idria. Da qui la linea di confine sarebbe stata tracciata verso sudest verso il Monte Nevoso fino ad includere Castua, Mattuglie e Volosca nel territorio italiano.
In questo modo l'Italia si sarebbe assicurata, entro un confine naturale facilmente difendibile, tutto l'attuale Trentino-Alto Adige (inclusi gli attuali comuni di Cortina d'Ampezzo, Colle Santa Lucia, Livinallongo in provincia di Belluno, i comuni di Magasa e Valvestino in provincia di Brescia e i comuni di Pedemonte e Casotto in provincia di Vicenza), la Carnia orientale racchiusa tra i fiumi Isonzo e Idria e il tratto nord-occidentale delle Alpi Giulie, la Venezia Giulia (ossia l'intero "Litorale Austriaco", comprendente i territori di Gorizia e di Trieste, dodici comuni dell'odierna provincia di Udine: Aiello del Friuli, Aquileia, Campolongo al Torre, Cervignano del Friuli, Chiopris-Viscone, Fiumicello, Ruda, San Vito al Torre, Tapogliano, Terzo di Aquileia, Villa Vicentina e Visco) l'Istria e le Isole del Quarnaro, nonché una fascia delimitata a est dal tratto sud-occidentale delle Alpi Giulie, già accorpata alla Carniola), pur mancante di Fiume; per quanto riguarda le città si trattava di Trento, Bolzano, Gorizia, Trieste e Pola. Salvo lievissime deroghe al principio del confine lungo lo spartiacque alpino (a favore dell'Italia nella conca di Dobbiaco e nella Val Canale, a suo sfavore per il paese di Castua in Istria) l'art. 4 del Trattato di Londra fu rispettato integralmente al momento della firma dei trattati di pace.
Non era invece inclusa la città di Fiume, "corpus separatum" della Corona Ungherese, e tale esclusione fu fonte di aspre critiche nell'immediato dopoguerra. La rinuncia a questa città - che pure era per maggioranza italiana - si basava sull'assunzione che, in seguito al conflitto, l'Austria-Ungheria avrebbe continuato la propria esistenza e che pertanto era necessario lasciarle uno sbocco sul mare per evitare che tentasse di riprendersi Trieste e Pola.

### L'articolo 5: il confine in Dalmazia
L'art. 5 del Patto di Londra stabiliva che l'Italia avrebbe ricevuto la Dalmazia nei confini amministrativi austro-ungarici, a partire dal confine settentrionale presso Lissarizza e Tribagno (non includendo quindi Carlopago) fino ad un limite meridionale costituito da una linea che, partendo da Capo San Niccolò (detto anche Punta Planca, poco a sud di Rogosnizza) e seguendo lo spartiacque verso est, avrebbe lasciato in territorio italiano "tutte le valli e i corsi d'acqua discendenti verso Sebenico, come la Cicola, la Cherca, la Butisnica e i loro affluenti". Si trattava in sostanza della Dalmazia settentrionale con le città di Zara, Sebenico e Tenin.
L'Italia avrebbe anche ricevuto "tutte le isole situate al nord e all'ovest della Dalmazia da Premuda, Selve, Ulbo, Scherda, Maon, Pago e Puntadura al nord fino a Meleda al sud, comprendendovi le isole di Sant'Andrea, Busi, Lissa, Lesina, Torcola, Curzola, Cazza e Lagosta, così come gli scogli ed isolotti circostanti e Pelagosa, ad eccezione solamente delle isole di Zirona Grande e Piccola, Bua, Solta e Brazza". Si trattava in buona sostanza delle isole dalmate settentrionali (escluse Veglia e Arbe) e delle isole curzolane; queste ultime in particolare si trovavano di fronte alla costa della Dalmazia non destinata all'Italia.
Lo stesso articolo aggiungeva anche delle disposizioni riguardo alla neutralizzazione della costa: in primo luogo la striscia immediatamente a sud del nuovo confine italiano in Dalmazia, da Capo San Niccolò fino alla parte meridionale della penisola (a metà strada verso Traù); in secondo luogo, tutte le isole non attribuite all'Italia; e infine tutto il tratto costiero meridionale della Dalmazia da Ragusavecchia esclusa fino al fiume Voiussa in Albania. Quest'ultima disposizione faceva salvi i diritti del Montenegro lungo le proprie coste attuali, ma allo stesso tempo ribadiva le restrizioni concernenti il porto di Antivari, che lo stesso regno balcanico aveva accettato nel 1909. Rimaneva quindi fortificabile la costa croata settentrionale, con la base navale di Buccari e la città di Fiume.
Nell'alto Adriatico il tratto di costa dalla baia di Volosca fino alla frontiera settentrionale della Dalmazia (quindi incluse le città di Fiume, Novi e Carlopago con le prospicienti isole di Veglia, Pervicchio, Gregorio, Golli - l'"Isola Calva" meglio nota, tre decenni più tardi, come Goli Otok, lager del regime titoista - ed Arbe) avrebbe costituito il residuo sbocco a mare dello Stato austroungarico, dati a una Croazia semindipendente ancora soggetta all'Ungheria oppure direttamente soggetta all'Impero. Mentre nel basso Adriatico tutta la costa da Punta Planca fino al fiume Drin (comprendente le città di Spalato, Ragusa e le isole non appartenenti all'Italia) sarebbe stata assegnata alla Serbia. In ogni caso il porto di Durazzo sarebbe stato assegnato ad uno Stato albanese indipendente (ma, come si vedrà, sotto protettorato italiano).

### Gli artt. 6-7: il riassetto dell'Albania
A seguire, negli artt. 6 e 7, veniva stabilito il destino dei territori albanesi, nonostante si trattasse formalmente di uno Stato sovrano nato tre anni prima su parte dei territori persi dall'Impero ottomano a seguito delle guerre balcaniche.
L'Italia avrebbe ricevuto la piena sovranità su Valona, sull'isola di Saseno e su "un territorio sufficientemente esteso per assicurare la difesa di questi punti" (dalla Voiussa a nord e all'est, approssimativamente, fino alla frontiera settentrionale del distretto di Chimara al sud). La parte centrale dell'Albania sarebbe invece stata riservata per la costituzione di un piccolo Stato autonomo neutralizzato e sotto protettorato italiano.
Per il resto l'Italia si impegnò ad accettare una futura spartizione dell'Albania settentrionale e meridionale fra il Montenegro, la Serbia e la Grecia secondo il disegno delle altre potenze (Francia, Gran Bretagna e Russia), così come una frontiera comune greco-serba nella porzione orientale dell'Albania, ad ovest del lago di Ocrida. La costa a sud del territorio italiano di Valona fino a capo Stilos sarebbe stata infine neutralizzata.

### Gli artt. 8-10 e 12: la spartizione dell'Impero Ottomano
Se le disposizioni sull'Albania già presupponevano un drastico ridimensionamento dei territori ottomani in Europa, le clausole successive davano quasi per scontato uno smembramento dell'impero turco alla fine del conflitto: negli artt. 8 e 10, rispettivamente, veniva innanzitutto stabilita la sovranità italiana sulle isole del Dodecaneso e sulla Libia, occupate dal 1912, mentre per quanto riguardava i paesi arabi l'Italia aderiva alla dichiarazione delle Potenze volta a stabilire un "potere musulmano indipendente" per l'Arabia e i luoghi santi dell'Islam (art. 12).
Per il resto, le clausole erano estremamente vaghe e sostanzialmente non vincolanti: all'Italia veniva riconosciuto "in via generale" l'interesse al mantenimento dell'equilibrio nel Mediterraneo e promessa, in caso di divisione totale o parziale della Turchia asiatica, una "equa parte nella regione mediterranea vicina alla provincia di Adalia", in cui l'Italia aveva già acquisito diritti ed interessi tramite una convenzione italo-britannica. Per la zona che "eventualmente" sarebbe stata attribuita all'Italia, il Patto di Londra specificava che sarebbe stata "delimitata, al momento opportuno, tenendo conto degli interessi esistenti della Francia e della Gran Bretagna".
Anche nel caso in cui l'integrità territoriale dell'Impero Ottomano fosse stata mantenuta, il patto faceva comunque salvi i diritti di occupazione dell'Italia nella regione mediterranea vicina alla provincia di Adalia qualora le rimanenti Potenze avessero occupato il resto della Turchia asiatica durante la guerra.

### L'articolo 13: le ricompense coloniali
A chiudere le concessioni a favore dell'Italia del Patto di Londra, l'art. 13 proclamava in modo vago: "Nel caso che la Francia e la Gran Bretagna aumentassero i loro domini coloniali d'Africa a spese della Germania, queste due potenze riconoscono in linea di principio che l'Italia potrebbe esigere qualche equo compenso, segnatamente nel regolamento a suo favore delle questioni contenenti le frontiere delle colonie italiane in Eritrea, della Somalia e della Libia e delle colonie vicine della Francia e della Gran Bretagna".
Si trattava in ultima analisi di una norma che lasciava subito poco spazio alle ambizioni coloniali italiane: i cospicui possedimenti tedeschi in Africa sarebbero stati spartiti esclusivamente tra francesi e inglesi, mentre l'Italia si sarebbe dovuta accontentare di lievi correzioni di confine o di graziose concessioni di parti di colonie vicine, il tutto a discrezionalità delle Potenze dell'Intesa. Ai trattati di pace la norma non ebbe seguito per l'abbandono della conferenza da parte della delegazione italiana (24 aprile 1919). Trovò applicazione solo successivamente con alcuni trattati bilaterali, quali l'accordo italo-francese del 12 settembre 1919 (confine tunisino), il compromesso dell'Oltregiuba del 15 luglio 1924, la delimitazione del confine libico egiziano, con la cessione dell'Oasi di Giarabub (Trattato del Cairo del 6 dicembre 1925), oltre al triangolo settentrionale del Sudan Anglo-Egiziano a sud della Libia Italiana ceduto nel 1926.

### L'articolo 15: l'esclusione della Santa Sede

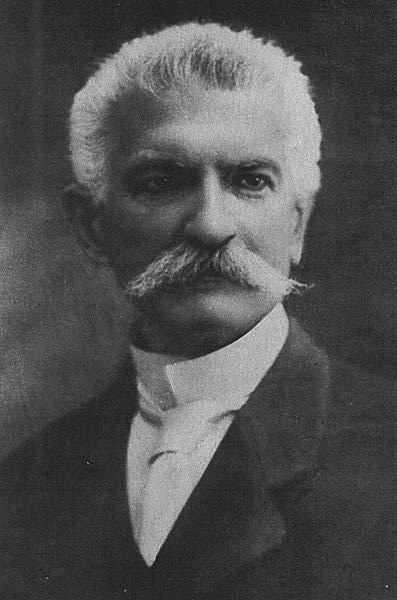
Sidney Sonnino, ministro degli esteri al momento della firma del Patto di Londra

L'articolo 15 affermava: "La Francia, la Gran Bretagna e la Russia appoggeranno l'opposizione dell'Italia a tutte le proposte tendenti ad introdurre un rappresentante della Santa Sede in tutti i negoziati per la pace e per il regolamento delle questioni sollevate dalla presente guerra".
Questo articolo provocò un profondo risentimento nel mondo cattolico. Secondo il filosofo Georges Sorel forse gli statunitensi non si sarebbero così facilmente lasciati trascinare ad abbracciare la causa jugoslava, se i numerosi cattolici degli Stati Uniti non fossero stati ostili all'Italia per colpa di questo articolo. La ragione di fondo dietro l'azione del governo italiano e soprattutto del Ministro degli Esteri Sonnino di voler impedire che la Santa Sede superasse l'isolamento politico partecipando a negoziati di pace, era il timore che la diplomazia vaticana potesse risollevare la Questione Romana ponendola come problema internazionale.

### L'articolo 16 e conclusioni: la segretezza dell'accordo
L'articolo 16 affermava: "Questo accordo verrà mantenuto segreto. L'adesione dell'Italia alla dichiarazione del 5 settembre 1914 dovrà essere resa pubblica solo subito dopo che venga dichiarata guerra da o contro l'Italia. Dopo aver preso atto del memorandum di cui sopra, i rappresentanti di Francia, Gran Bretagna e Russia, debitamente autorizzati in questo senso, hanno raggiunto il seguente accordo con il rappresentante dell'Italia, anch'egli debitamente autorizzato dal suo Governo: Francia, Gran Bretagna e Russia danno il loro pieno assenso al memorandum presentato dal Governo italiano. In riferimento agli Articoli 1, 2 e 3 del memorandum, che prevedono cooperazione militare e navale tra le quattro Potenze, l'Italia dichiara che scenderà in campo quanto prima possibile e comunque entro un periodo non superiore ad un mese dalla firma di questo documento. In fede di quanto sopra i sottoscritti hanno firmato il presente accordo e vi hanno apposto i propri sigilli".

## La firma
Il trattato di Londra fu stipulato nella capitale britannica il 26 aprile 1915 e firmato dal marchese Guglielmo Imperiali di Francavilla, ambasciatore a Londra in rappresentanza del governo italiano, Sir Edward Grey per il Regno Unito, Pierre-Paul Cambon per la Francia e dal conte Alexander Benckendorff per l'Impero russo.
Il trattato fu firmato in tutta segretezza per incarico del governo Salandra senza che il Parlamento, in maggioranza neutralista, ne fosse informato, e segreto rimase finché i bolscevichi, giunti al potere in Russia dopo la Rivoluzione d'ottobre, lo pubblicarono sul quotidiano Izvestija insieme ad altri documenti diplomatici segreti allo scopo di denunciare le trame della politica estera zarista.

## Conseguenze istituzionali

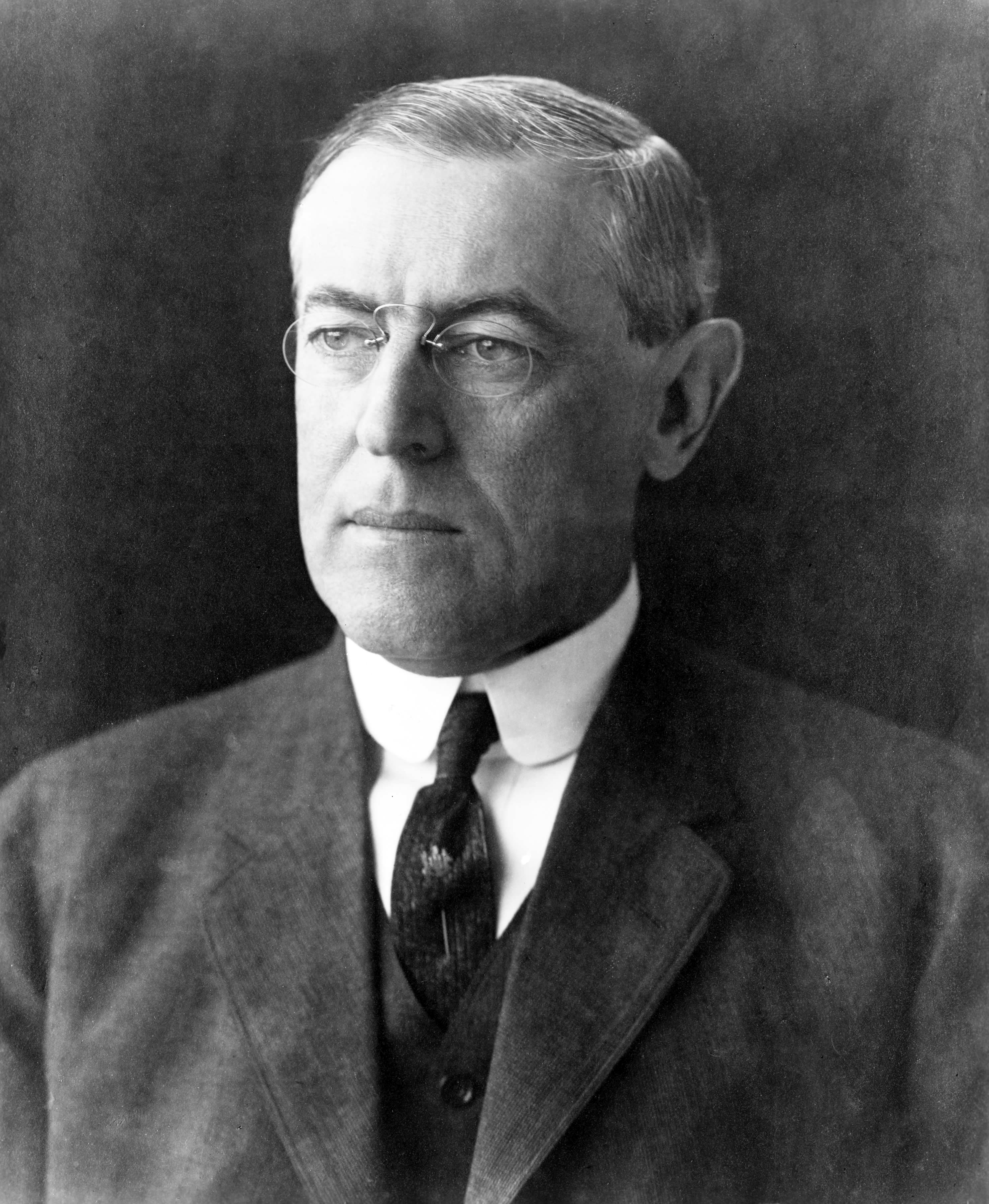
Il presidente statunitense Woodrow Wilson fu uno strenuo oppositore del Patto di Londra

L'azione del governo all'insaputa del Parlamento andava contro la consolidata prassi parlamentare che si era affermata fin dai tempi di Cavour.
Per evitare la crisi istituzionale, considerando anche la posizione favorevole alla guerra del Re Vittorio Emanuele III, la Camera approvò, col voto contrario dei soli socialisti, la concessione dei pieni poteri al governo, che la sera del 23 maggio dichiarava guerra all'Impero austro-ungarico.
Tuttavia, l'esistenza stessa del trattato non fu comunicata, e questo rimase segreto fino alla sua pubblicazione da parte del governo bolscevico.
Il giorno seguente alla concessione dei pieni poteri al governo da parte del Parlamento italiano, ebbero inizio le operazioni militari.

## L'epilogo
Con la fine della I guerra mondiale ed essendo l'Italia risultata vittoriosa nel conflitto, alla conferenza di pace di Parigi richiese che venisse applicato alla lettera il patto (memorandum) di Londra, aumentando le richieste con la concessione anche della città di Fiume a motivo della prevalenza numerica dell'etnia italiana nel capoluogo quarnerino. Così non fu a causa del parere contrario del presidente Wilson, che non avendo sottoscritto il patto non si considerava ad esso obbligato. La Francia inoltre non vedeva di buon occhio una Dalmazia italiana poiché avrebbe consentito all'Italia di controllare i traffici provenienti dal Danubio.
Il risultato fu che le potenze dell'Intesa alleate dell'Italia opposero un rifiuto e ritrattarono parte di quanto promesso nel 1915. L'Italia dal canto suo fu divisa sul da farsi: Vittorio Emanuele Orlando abbandonò per protesta la conferenza di pace di Parigi.
Le potenze vincitrici furono così libere di proseguire la conferenza di pace senza la presenza italiana. Il nuovo presidente del consiglio italiano Francesco Saverio Nitti ribadì nuovamente le richieste italiane, ma nel contempo iniziò delle trattative dirette col nuovo Regno dei Serbi, Croati e Sloveni, che sfociarono nel Trattato di Rapallo del 12 novembre 1920: della parte della Dalmazia promessa col patto di Londra, all'Italia andarono la città di Zara, l'isola di Làgosta e l'arcipelago di Pelagosa (più vicino alla penisola italiana che alla costa dalmata). Il resto della regione fu assegnata al Regno dei Serbi, Croati e Sloveni.